# Lannecaube
Lannecaube est une commune française située dans le département des Pyrénées-Atlantiques en région Nouvelle-Aquitaine.

## Géographie

### Localisation
La commune de Lannecaube se trouve dans le département des Pyrénées-Atlantiques, en région Nouvelle-Aquitaine.
Elle se situe à 31 km par la route de Pau, préfecture du département, et à 28 km de Serres-Castet, bureau centralisateur du canton des Terres des Luys et Coteaux du Vic-Bilh dont dépend la commune depuis 2015 pour les élections départementales.
La commune fait en outre partie du bassin de vie de Garlin.
Les communes les plus proches sont : 
Lalongue (1,9 km), Burosse-Mendousse (3,1 km), Coslédaà-Lube-Boast (3,4 km), Gayon (3,5 km), Vialer (3,8 km), Mouhous (3,8 km), Taron-Sadirac-Viellenave (4,2 km), Saint-Jean-Poudge (5,1 km).
Sur le plan historique et culturel, Lannecaube fait partie de la province du Béarn, qui fut également un État et qui présente une unité historique et culturelle à laquelle s’oppose une diversité frappante de paysages au relief tourmenté.

### Communes limitrophes
Les communes limitrophes sont Burosse-Mendousse, Coslédaà-Lube-Boast, Lalongue, Lussagnet-Lusson, Mouhous, Sévignacq, Taron-Sadirac-Viellenave et Simacourbe.
| Mouhous             | Taron-Sadirac-Viellenave | Burosse-Mendousse               |
| Sévignacq           | Lannecaube               | Lalongue                        |
| Coslédaà-Lube-Boast | Lussagnet-Lusson         | Simacourbe (par un quadripoint) |

### Hydrographie

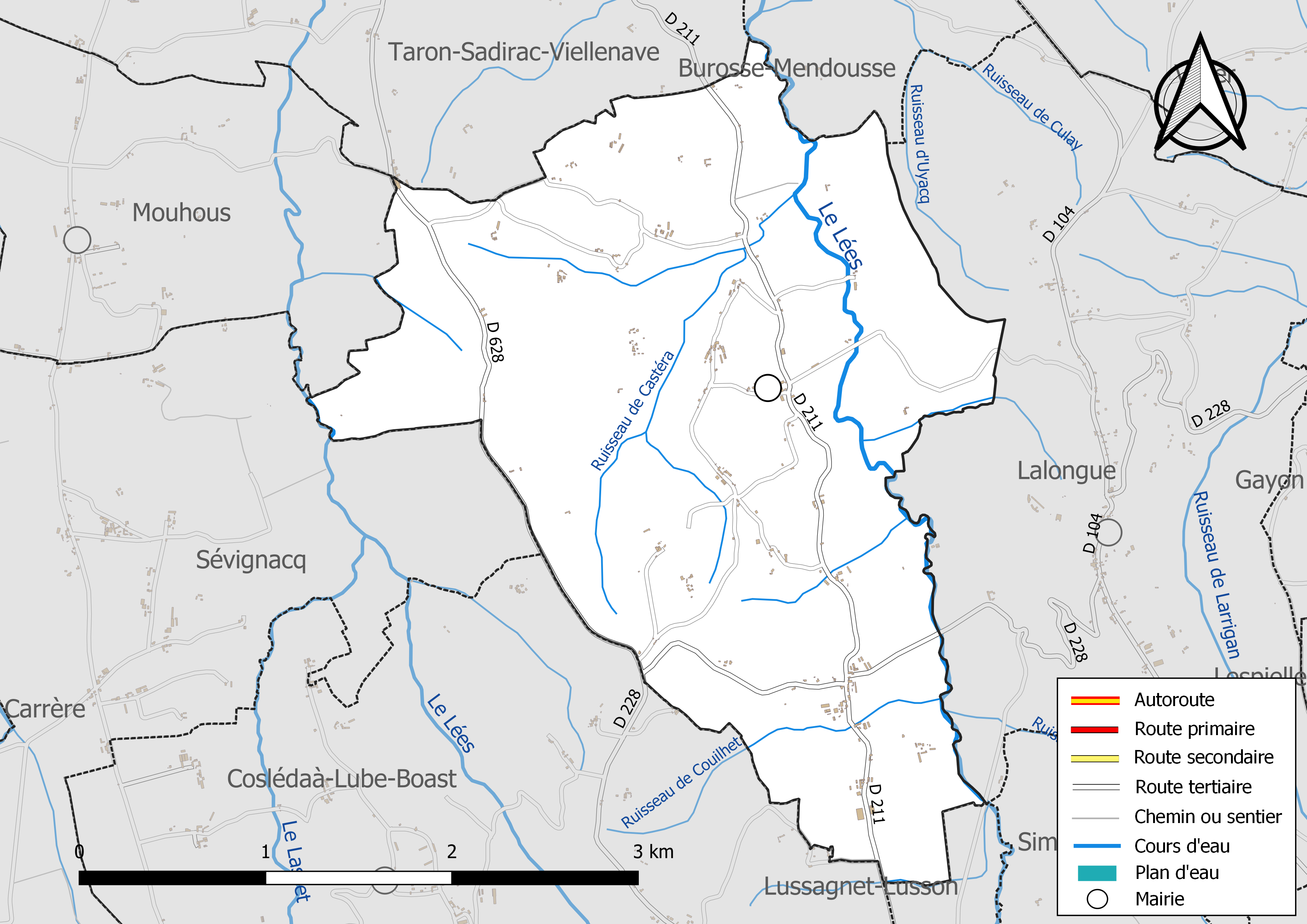
Réseaux hydrographique et routier de Lannecaube.

La commune est drainée par le Léès, le ruisseau de Castéra, le ruisseau de Couilhet, le ruisseau de Marchet, et par divers petits cours d'eau, constituant un réseau hydrographique de 12 km de longueur totale,.
Le Léès, d'une longueur totale de 39 km, prend sa source dans la commune de Sedzère et s'écoule du sud vers le nord. Il longe le territoire communal sur son côté est et en constitue la limite séparative avec Lalongue, puis plus au nord avec Burosse-Mendousse. Il se jette dans le Léez à Lannux, après avoir traversé 21 communes.

### Climat
Pour des articles plus généraux, voir Climat de la Nouvelle-Aquitaine et Climat des Pyrénées-Atlantiques.
Historiquement, la commune est dans une zone de transition entre les climats océaniques aquitain et montagnard.  
En 2020, Météo-France publie une typologie des climats de la France métropolitaine dans laquelle la commune est exposée à un climat de montagne et est dans une zone de transition entre les régions climatiques « Aquitaine, Gascogne » et « Pyrénées atlantiques ».
Pour la période 1971-2000, la température annuelle moyenne est de 13 °C, avec une amplitude thermique annuelle de 14,6 °C. Le cumul annuel moyen de précipitations est de 1 108 mm, avec 11,4 jours de précipitations en janvier et 8,1 jours en juillet. Pour la période 1991-2020, la température moyenne annuelle observée sur la station météorologique la plus proche, située sur la commune de Mont-Disse à 10 km à vol d'oiseau, est de 13,9 °C et le cumul annuel moyen de précipitations est de 1 010,8 mm,. Pour l'avenir, les paramètres climatiques de la commune estimés pour 2050 selon différents scénarios d'émission de gaz à effet de serre sont consultables sur un site dédié publié par Météo-France en novembre 2022.

### Milieux naturels et biodiversité

#### Réseau Natura 2000
Le réseau Natura 2000 est un réseau écologique européen de sites naturels d'intérêt écologique élaboré à partir des Directives « Habitats » et « Oiseaux », constitué de zones spéciales de conservation (ZSC) et de zones de protection spéciale (ZPS).
Un site Natura 2000 a été défini sur la commune au titre de la « directive Habitats » : les « coteaux de Castetpugon, de Cadillon et de Lembeye », d'une superficie de 220 ha, présentant des pelouses calcaires riches en orchidées et autres plantes rares régionalement, globalement bien conservées,.

#### Zones naturelles d'intérêt écologique, faunistique et floristique
L’inventaire des zones naturelles d'intérêt écologique, faunistique et floristique (ZNIEFF) a pour objectif de réaliser une couverture des zones les plus intéressantes sur le plan écologique, essentiellement dans la perspective d’améliorer la connaissance du patrimoine naturel national et de fournir aux différents décideurs un outil d’aide à la prise en compte de l’environnement dans l’aménagement du territoire.
Une ZNIEFF de type 2 est recensée sur la commune, : 
les « coteaux calcaires du Béarn » (461,36 ha), couvrant 20 communes du département.

## Urbanisme

### Typologie
Au 1er janvier 2024, Lannecaube est catégorisée commune rurale à habitat très dispersé, selon la nouvelle grille communale de densité à sept niveaux définie par l'Insee en 2022.
Elle est située hors unité urbaine. Par ailleurs la commune fait partie de l'aire d'attraction de Pau, dont elle est une commune de la couronne,. Cette aire, qui regroupe 227 communes, est catégorisée dans les aires de 200 000 à moins de 700 000 habitants,.

### Occupation des sols

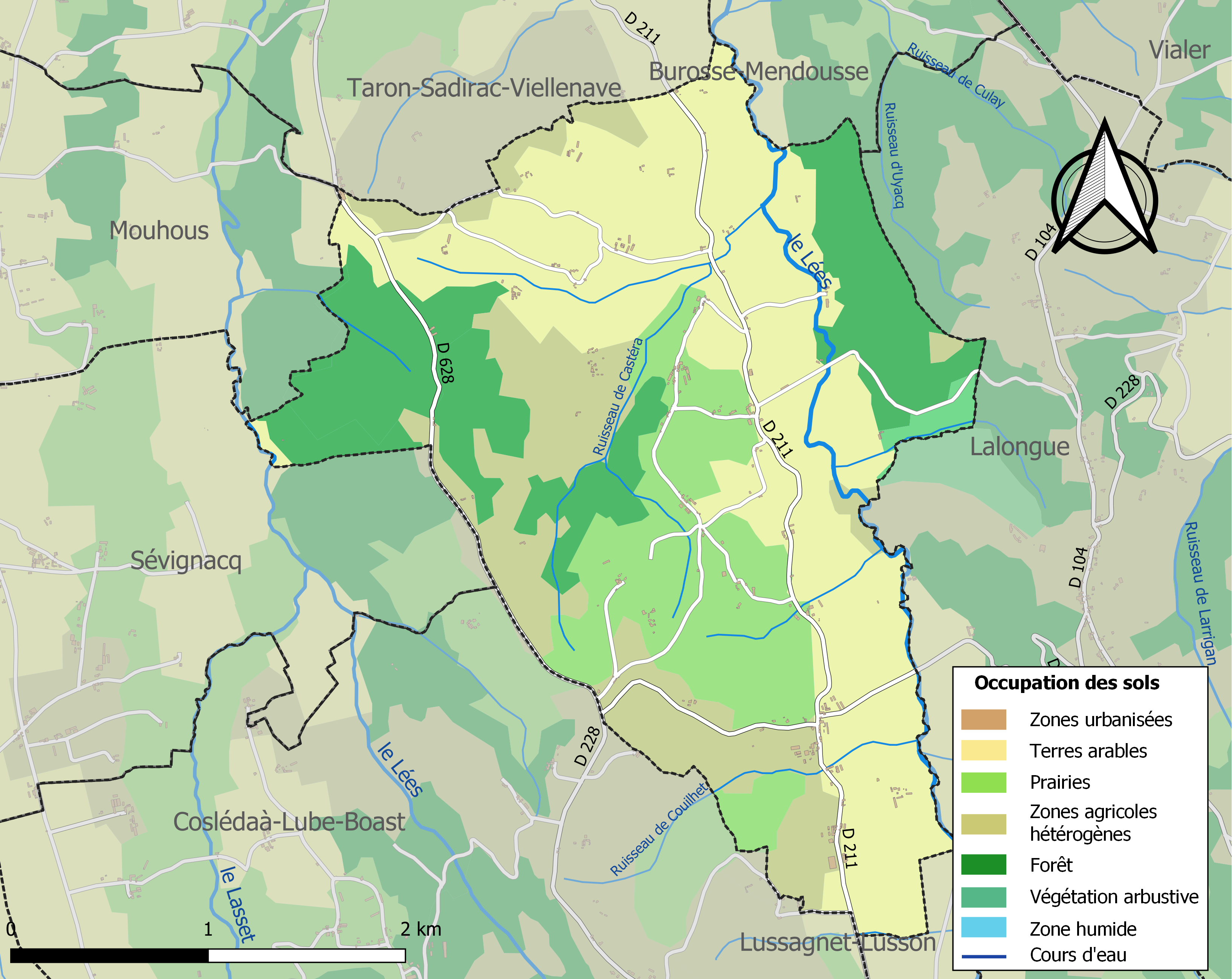
Carte des infrastructures et de l'occupation des sols de la commune en 2018 (CLC).

L'occupation des sols de la commune, telle qu'elle ressort de la base de données européenne d’occupation biophysique des sols Corine Land Cover (CLC), est marquée par l'importance des territoires agricoles (79,3 % en 2018), une proportion sensiblement équivalente à celle de 1990 (78,8 %). La répartition détaillée en 2018 est la suivante : 
terres arables (42,7 %), forêts (19,9 %), zones agricoles hétérogènes (18,8 %), prairies (17,7 %), milieux à végétation arbustive et/ou herbacée (0,9 %). L'évolution de l’occupation des sols de la commune et de ses infrastructures peut être observée sur les différentes représentations cartographiques du territoire : la carte de Cassini (XVIIIe siècle), la carte d'état-major (1820-1866) et les cartes ou photos aériennes de l'IGN pour la période actuelle (1950 à aujourd'hui).

### Lieux-dits et hameaux
- Bayle ;
- Loumagne ;
- Meillac ;
- Menyette ;
- Soubirou.

### Voies de communication et transports
La commune est desservie par les routes départementales D 211 et D 628.

### Risques majeurs
Le territoire de la commune de Lannecaube est vulnérable à différents aléas naturels : météorologiques (tempête, orage, neige, grand froid, canicule ou sécheresse), inondations et séisme (sismicité modérée). Un site publié par le BRGM permet d'évaluer simplement et rapidement les risques d'un bien localisé soit par son adresse soit par le numéro de sa parcelle.
Certaines parties du territoire communal sont susceptibles d’être affectées par le risque d’inondation par une crue à  débordement lent de cours d'eau, notamment le Léès et le Laas. La commune a été reconnue en état de catastrophe naturelle au titre des dommages causés par les inondations et coulées de boue survenues en 1982, 2007 et 2009,.

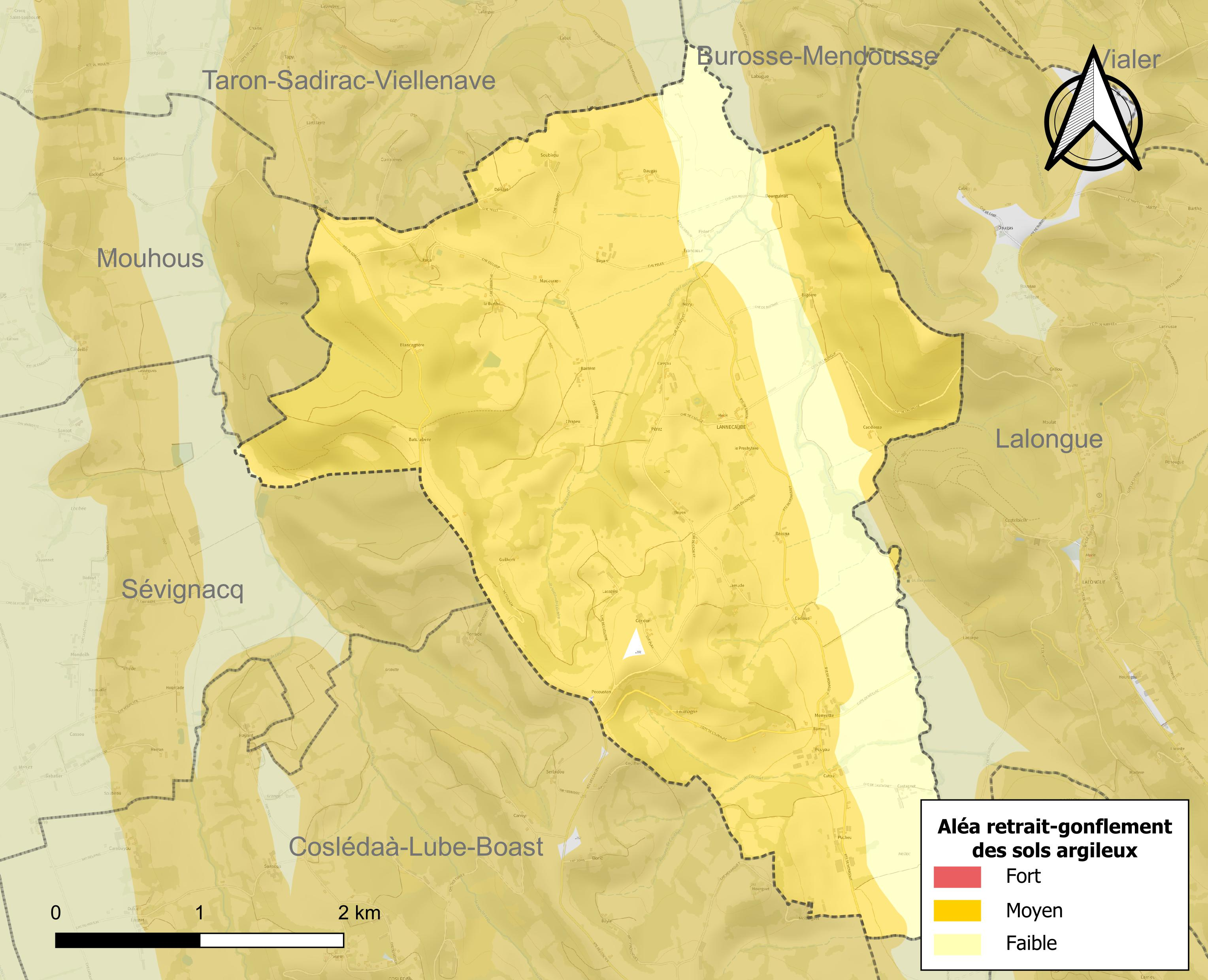
Carte des zones d'aléa retrait-gonflement des sols argileux de Lannecaube.

Le retrait-gonflement des sols argileux est susceptible d'engendrer des dommages importants aux bâtiments en cas d’alternance de périodes de sécheresse et de pluie. 81,4 % de la superficie communale est en aléa moyen ou fort (59 % au niveau départemental et 48,5 % au niveau national). Depuis le 1er octobre 2020, en application de la loi ELAN, différentes contraintes s'imposent aux vendeurs, maîtres d'ouvrages ou constructeurs de biens situés dans une zone classée en aléa moyen ou fort,.

## Toponymie
Le toponyme Lannecaube apparaît sous les formes 
Lanecalba (1104, cartulaire de Lescar), 
Lane-Caube (1385, censier de Béarn), 
Lanecauba et Lana-Cauba (respectivement 1538 et 1540, réformation de Béarn) et 
Lannecaube-Meillac lors de la réunion du village de Meillac à Lannecaube.
Le toponyme Loumagne est mentionné en 1863 dans le dictionnaire topographique Béarn-Pays basque et désignait une ferme.
Le toponyme Meillac apparaît sous les formes 
Melhac (1402, censier de Béarn) et 
Meillacq (1793 ou an II).

## Histoire
Paul Raymond note que Lannecaube et son village Meillac possédaient tous deux une abbaye laïque, vassale de la vicomté de Béarn. En 1385, on comptait à Lannecaube vingt-neuf feux et la commune dépendait du bailliage de Lembeye. La baronnie de Lannecaube était composée de Lannecaube, Lube, Meillac et Mouhous et était également vassale de la vicomté de Béarn.
Meillac s'est unie à Lannecaube avant 1806.

## Politique et administration
| Période                                  | Période  | Identité            | Étiquette | Qualité |
| ---------------------------------------- | -------- | ------------------- | --------- | ------- |
| 1983                                     | 2014     | Francis Routis-Cabé |           |         |
| 2014                                     | En cours | Patrick Barbe       |           |         |
| Les données manquantes sont à compléter. |          |                     |           |         |

### Intercommunalité
Lannecaube fait partie de sept structures intercommunales :
- la communauté de communes du Nord-Est Béarn ;
- le SIVU de la voirie du canton de Lembeye ;
- le syndicat à vocation scolaire récré A5 ;
- le syndicat d’énergie des Pyrénées-Atlantiques ;
- le syndicat de l'entre-deux-Lées ;
- le syndicat mixte d’alimentation en eau potable (SIAEP) du Vic-Bilh Montanérès ;
- le syndicat mixte de gendarmerie de la brigade de Garlin.

La commune accueille le siège du syndicat à vocation scolaire récré A5.

## Population et société

### Démographie
L'évolution du nombre d'habitants est connue à travers les recensements de la population effectués dans la commune depuis 1793. Pour les communes de moins de 10 000 habitants, une enquête de recensement portant sur toute la population est réalisée tous les cinq ans, les populations de référence des années intermédiaires étant quant à elles estimées par interpolation ou extrapolation. Pour la commune, le premier recensement exhaustif entrant dans le cadre du nouveau dispositif a été réalisé en 2006.

En 2022, la commune comptait 144 habitants, en évolution de −10 % par rapport à 2016 (Pyrénées-Atlantiques : +3,78 %, France hors Mayotte : +2,11 %).
| 1793 | 1800 | 1806 | 1821 | 1831 | 1836 | 1841 | 1846 | 1851 |
| ---- | ---- | ---- | ---- | ---- | ---- | ---- | ---- | ---- |
| 389  | 427  | 420  | 437  | 460  | 475  | 463  | 482  | 493  |

| 1856 | 1861 | 1866 | 1872 | 1876 | 1881 | 1886 | 1891 | 1896 |
| ---- | ---- | ---- | ---- | ---- | ---- | ---- | ---- | ---- |
| 471  | 450  | 414  | 410  | 411  | 408  | 404  | 417  | 382  |

| 1901 | 1906 | 1911 | 1921 | 1926 | 1931 | 1936 | 1946 | 1954 |
| ---- | ---- | ---- | ---- | ---- | ---- | ---- | ---- | ---- |
| 397  | 402  | 344  | 294  | 241  | 239  | 261  | 212  | 208  |

| 1962 | 1968 | 1975 | 1982 | 1990 | 1999 | 2006 | 2011 | 2016 |
| ---- | ---- | ---- | ---- | ---- | ---- | ---- | ---- | ---- |
| 189  | 182  | 187  | 162  | 170  | 149  | 167  | 165  | 160  |

| 2021 | 2022 | - | - | - | - | - | - | - |
| ---- | ---- | - | - | - | - | - | - | - |
| 148  | 144  | - | - | - | - | - | - | - |

## Culture locale et patrimoine

### Patrimoine civil
Des vestiges d'un ensemble fortifié témoignent du passé ancien du village.
Lannecaube présente un ensemble de maisons et fermes anciennes, dont l'une date du XVe siècle, et plus communément des XVIIe et XVIIIe siècles.

### Patrimoine religieux
L'église Saint-Pierre date partiellement du XIe siècle. Elle recèle du mobilier et une estampe enregistré à l'inventaire générale du patrimoine culturel.

## Équipements
Éducation
La commune dispose d'une école élémentaire.

## Personnalités liées à la commune
Christelle Pouyau